# Ada Ciganlija
Ada Ciganlija (en serbe cyrillique : Ада Циганлија) est une île de Serbie située sur la Save et un quartier de Belgrade situé dans la municipalité de Čukarica. Le nom d'Ada Ciganlija peut aussi familièrement désigner le lac de la Save et la plage, qui bordent l'île.
Sous l'occupation ottomane, l'île était une zone marécageuse où l'on pratiquait des exécutions publiques. Pour mieux tirer profit de sa position centrale, elle a été transformée en un centre de loisirs, connu pour ses plages et ses installations sportives qui, pendant l'été, accueillent plus de 100 000 visiteurs par jour et jusqu'à 300 000 visiteurs en fin de semaine. En raison de sa popularité, Ada Ciganlija est familièrement surnommée More Beograda, la « Mer de Belgrade », surnom officiellement adopté comme un slogan publicitaire en 2008, sous la forme More BeogrADA.

## Localisation

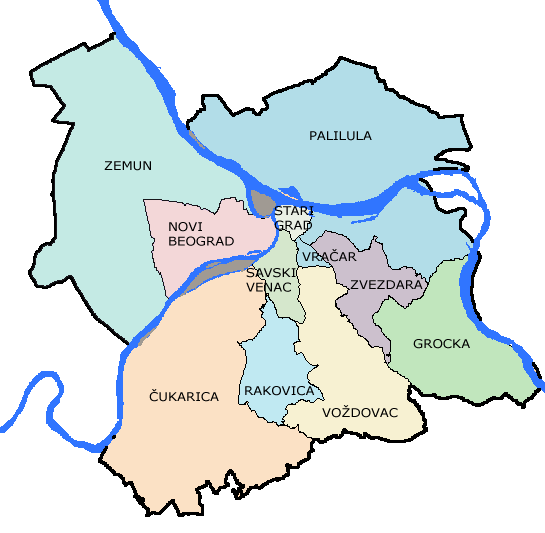
Localisation d'Ada Ciganlija, entre Čukarica et Novi Beograd

Ada Ciganlija est située à 4 km du confluent entre la Save et le Danube, près du centre de la capitale serbe ; la totalité de son territoire fait partie de la municipalité de Čukarica. Son extrémité orientale est limitrophe du quartier de Senjak, situé de l'autre côté d'une crique connue sous le nom de baie de Čukarica ; le long de la péninsule se trouvent les quartiers de Čukarica et de Makiš, tous deux situés de l'autre côté du lac de la Save. De l'autre côté de la Save, Ada Ciganlija est entourée par le quartier des Bloks dans la municipalité de Novi Beograd, par le quartier de Savski Nasip et par la péninsule artificielle de Mala Ciganlija, la « petite Ciganlija ». Entre Ada Ciganlija et Novi Beograd se trouve l'île d'Ada Međica,.

## Géographie
Ada Ciganlija, qui était autrefois une île, est devenue une péninsule allongée mesurant 6 km d'est en ouet et 700 m du nord au sud à son point le large ; elle couvre une superficie 2,72 km2. L'ensemble écologique d'Ada Ciganlija, qui s'étend dans la municipalité de Novi Beograd, couvre un secteur de 8 km2, en incluant l'île d'Ada Međica, les bras fluviaux entre les deux Adas, le lac de la Save et une partie de Makiš. Le lac de la Save, qui, autrefois, formait un bras de la rivière, est devenu un lac artificiel à la suite de la construction de deux barrages, tandis que la partie nord-est du bras devenait l'actuelle baie de Čukarica. L'île d'Ada possède elle-même un petit lac, connu sous le nom d'Ada Safari.
Ada Ciganlija bénéficie d'un microclimat. Située dans une rivière et à proximité de plusieurs autres îles, recouverte par une forêt dense, elle se caractérise par une humidité de l'air supérieure à celle du reste de la capitale, ce qui lui permet en partie d'adoucir les températures élevées de l'été belgradois.

### Flore et faune
Ada Ciganlija possède un écosystème particulier qui en fait une véritable oasis de nature dans un secteur très urbanisé.
La plus grande partie de l'île est recouverte par une forêt dense. Cette forêt, constituée principalement de feuillus, abrite des chênes, des ormes, des bouleaux et des saules. Au milieu du XXe siècle y ont aussi été plantés des peupliers d'Amérique et des frênes. La plus grande partie de la forêt est protégée, notamment au centre, au nord et à l'ouest de l'île.
Ada Ciganlija abrite de nombreux amphibiens et insectes mais aussi des mammifères, comme le renard, le lièvre, le chevreuil et le sanglier. Les écologistes ont attiré l'attention sur les dommages causés sur la biocénose et une nouvelle population de 60 lièvres et de 100 faisans a été introduite dans l'écosystème en 2006.
De nombreuses espèces d'oiseaux passent l'hiver dans l'île, comme le vanneau, le canard colvert, la caille et le faisan. Une espèce d'oiseaux migrateurs, le cormoran pygmée (Phalacrocorax pygmeus), niche dans l'île ; avec plus de 3 000 spécimens, Belgrade accueille ainsi environ 5 % de la population hivernale de cette espèce en Europe[réf. nécessaire].

### Peuplement
La seule localité d'Ada Ciganlija est située au nord de l'île. Elle est appelée Partizan, en raison du club d'aviron du Partizan qui se trouve à proximité. Les autorités de la Ville de Belgrade ont le projet de déplacer ses 1 000 habitants, qui s'opposent généralement à ce plan. Lors des inondations de 2006 en Europe, les autorités pressèrent les habitants de se réfugier sur la terre ferme ; la population refusa de partir.

### Lac de la Save
Le lac de la Save (en serbe cyrillique : Савско језеро ; en serbe latin : Savsko Jezero), souvent désigné sous le nom d'Ada, a été créé en 1967 sur le bras droit de la Save, à la suite de la construction de deux barrages sur les extrémités nord et sud de l'île. Il mesure 4,2 km de long et possède une largeur moyenne de 200 m, avec une profondeur de 4 à 6 m. Il s'étend sur 0,8 km2 ; son altitude de 78 m en fait l'un des points les plus bas de la capitale serbe. Ses rives, sur 7 km, ont été transformées en plage de gravier. La température de l'eau y atteint fréquemment 24 °C en été.
Les deux barrages permettent à l'eau de circuler par un système de tubes et de pompes. Ainsi, le lac principal est relié à un réservoir plus petit situé au sud-est, lui-même séparé de la rivière par un troisième barrage. Ce petit lac tampon est appelé Taložnik, le « puisard », et sert à purifier les eaux du lac de la Save et celles du système d'alimentation en eau de la ville. L'eau filtrée est constamment pompée dans le lac, tandis qu'au nord-est elle est rejetée par un système de pompes électriques dans la baie de Čukarica. Grâce à cet ensemble, un flux artificiel est créé dans le lac de la Save.
L'eau du lac est également utilisée pour l'alimentation en eau potable ; pour cette raison, les contrôles sanitaires et environnementaux sont primordiaux ; des végétaux ad hoc ont été plantés au fond du lac, qui en absorbent le phosphate, l'azote et d'autres impuretés.
Plusieurs espèces de poissons ont été introduites dans le lac, comme la carpe argentée (Hypophthalmichthys molitrix), la carpe herbivore (Ctenopharyngodon idella) ou encore le poisson-chat, qui y fut introduit après une enquête selon laquelle il était inoffensif. Des méduses (Craspedacusta sowerbyi) y furent découvertes en 2008, attirant l'attention des médias sur le lac.

### Ada Safari
Ada Safari est un petit lac, de forme irrégulière, situé à l'extrémité nord d'Ada Ciganlija. Il a d'abord servi de zone de pêche. Il est le dernier vestige de l'époque où l'île était une zone marécageuse, avec une végétation luxuriante constituée de roseaux. En 1994, il est devenu un lac. Plusieurs espèces de poissons y ont été introduites pour en faire une sorte de réserve piscicole ; la pêche y est autorisée avec un permis spécial. On y trouve des carpes, des carpes herbivores, des carpes à la lune (Carassius carassius) et des tanches, ce qui est plutôt rare en Serbie. Un petit zoo a été construit près du lac, où l'on peut voir des canards et des cygnes, ainsi que quelques animaux exotiques comme le paon et la chèvre pygmée.

## Histoire

### Nom
La première partie du nom d'Ada Ciganlija, ada, tire son origine d'un mot turc qui signifie l'« île » et qui s'est spécialisé en serbe pour désigner une « île fluviale », comme dans le nom des îles d'Ada Međica ou Ada Kaleh ; le terme coexiste avec un autre terme désignant une « ile », ostrvo, qui peut lui aussi renvoyer à une île fluviale, comme dans l'île de Veliko Ratno Ostrvo. L'origine de Ciganlija fait l'objet de débats ; le terme pourrait provenir d'une variété de pommes rouges ou encore des Cigani, le nom serbe des Roms ou Tziganes, qui ont habité l'île par le passé. Cette seconde possibilité paraît la plus probable, compte tenu des cartes autrichiennes et italiennes du milieu du XVIIIe siècle qui nommaient l'île respectivement Zigeuner Insel et Isola degli Zingari, ce qui, dans les deux langues, signifie « l'île des Tziganes ». Une autre étymologie ferait dériver Ciganlija de deux termes celtiques, singa qui désignerait une « île » et lia qui désigne une « terre submergée » ; en revanche, le terme celtique pour désigner une île est plutôt inis, mot qui survit encore dans l'irlandais moderne, sous la forme innis en écossais et ynys en gallois[réf. nécessaire].

### Histoire humaine

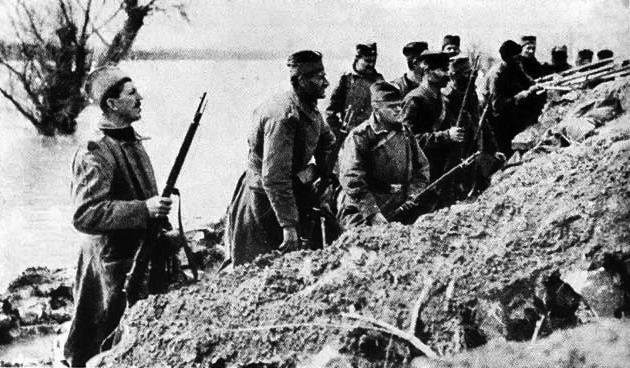
L'armée serbe sur Ada Ciganlija pendant la Première Guerre mondiale

En 1821, Ada Ciganlija est devenue un domaine public protégé par un décret du prince Miloš Obrenović. Jusqu'en 1941, l'île abritait une prison,. À cette époque, Ada n'était pas encore un centre de loisirs et la plage principale se trouvait de l'autre côté de son extrémité nord, dans la partie du quartier de Senjak appelée Gospodarska mehana ; l'un des plus grands écrivains serbes, Branislav Nušić, lui donna le surnom de Vodeni cvet, la « fleur aquatique », en raison de sa beauté.
Dans la nuit du 17 juillet 1946, les autorités de la Yougoslavie communiste exécutèrent un grand nombre d'anciens hommes politiques du pays, tandis que les officiers de l'ancien royaume étaient jugés pour leur collaboration avec les nazis pendant la Seconde Guerre mondiale ; parmi eux figuraient les chefs tchetniks Draža Mihailović et Kosta Mušicki, ainsi que des ministres du gouvernement de Milan Nedić : Tanasije-Tasa Dinić, Đura Dokić et Velibor Jonić.
Pendant quelques années, Ada Ciganlija resta un lieu populaire parmi les seuls pêcheurs, dont le célèbre acteur Pavle Vujisić. La situation commença à changer à la fin des années 1960 et au début des années 1970, quand Ada fut reliée à la terre ferme ; des championnats de sport y furent organisés, et notamment les championnats du monde de canoë-kayak en 1971, ce qui accéléra la construction d'installations sportives. La popularité d'Ada s'accrut dans les années 1980 avec le spectacle de musique et de divertissement Leto na Adi, « L'été d'Ada », diffusé en direct par la Radio Télévision de Serbie.
Ada Ciganlija est aujourd'hui gérée par le gouvernement municipal par l'intermédiaire de l'entreprise publique Ada Ciganlija, qui entretient les terrains des zones de loisirs, et particulièrement la plage du lac de la Save ; elle est également responsable de la sécurité publique. De nombreuses sociétés privées ont également investi dans l'île, notamment dans la construction d'un parcours de golf.

## Installations, activités et tourisme

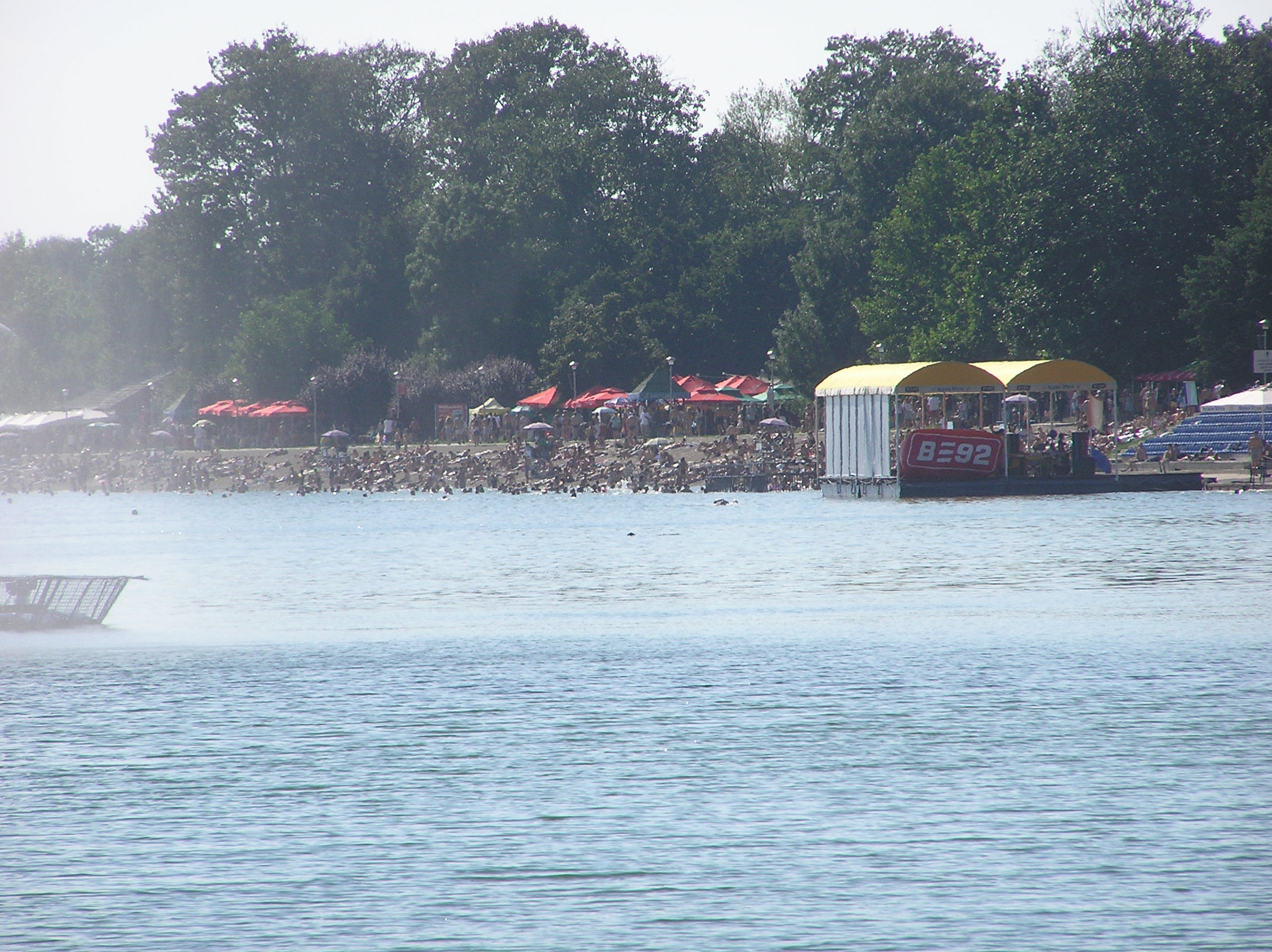
La plage d'Ada Ciganlija

La plage du lac de la Save mesure 7 km de long et elle bénéficie d'une surveillance permanente, renforcée pour les enfants. Ada Ciganlija possède une grande tour d'observation pour le sport et des estrades qui constituent les structures les plus importantes de l'île et figurent parmi les rares structures en dur qui y sont construites. Une de ces structures est l'hôtel Jezero, à l'entrée d'Ada.
La bordure septentrionale d'Ada se caractérise par la présence de nombreuses barges ou maisons flottantes qui lui sont reliées, Ces maisons sur l'eau sont la propriété de quelques habitants de Belgrade qui en ont fait leur résidence de weekend.
De nombreux habitants de la ville viennent à Ada pour des parties de pêche, des pique-niques et des barbecues.
La plage et les bords de l'île offrent de nombreux points de vue intéressants sur le centre de la capitale serbe.

### Sport
Ada Ciganlija a été conçue pour accueillir en masse des activités sportives et de loisirs. Dans cette optique, elle bénéficie d'un grand nombre d'installations pour les sports suivants :
| - tennis - cyclisme - volley-ball - beach-volley - football - football à 5 - skateboard - roller - basket-ball - paintball | - baseball - bocce facilities - football aquatique - rugby - canoë-kayak - escalade (mur artificiel) - échecs - glisse d'eau - aviron - plongeon sportif | - ski alpin (piste artificielle) - snowboard (piste artificielle) - saut à l'élastique - trim trail - pêche sportive - ski nautique (par téléski) - water-polo - pédalo - golf |

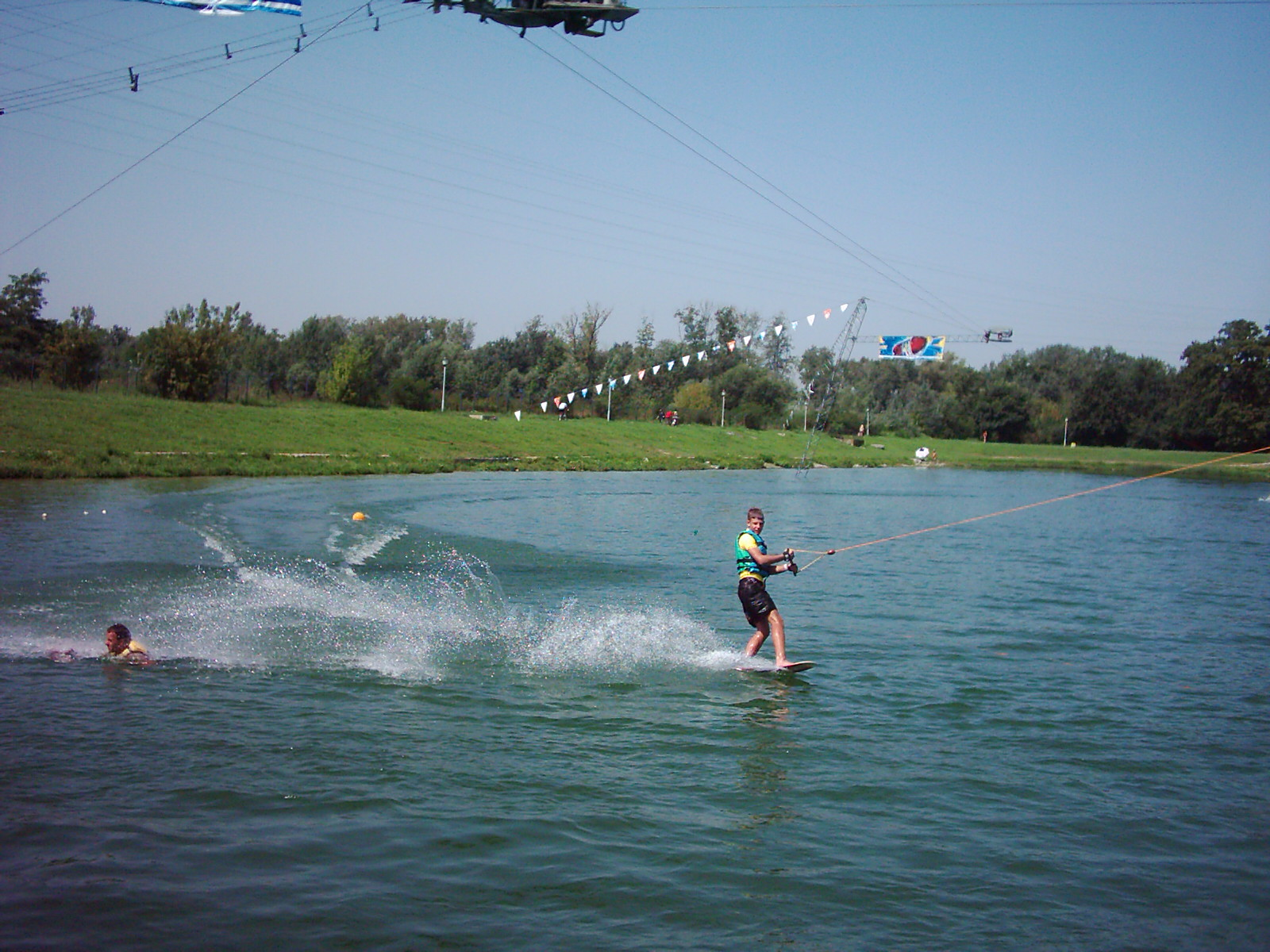
Ski nautique

Par le passé, l'île a accueilli plusieurs événements sports nationaux ou internationaux, notamment dans le domaine de l'aviron et du canoë-kayak. Le premier terrain de golf de Serbie y a été construit, avec un club house, une boutique, une école de golf et un practice.
L'île est le siège du club d'aviron du VK Partizan, du VK Crvena Zvezda et du VK Grafičar. L'île abrite également une école et un club de voile.

### Restaurants et vie nocturne

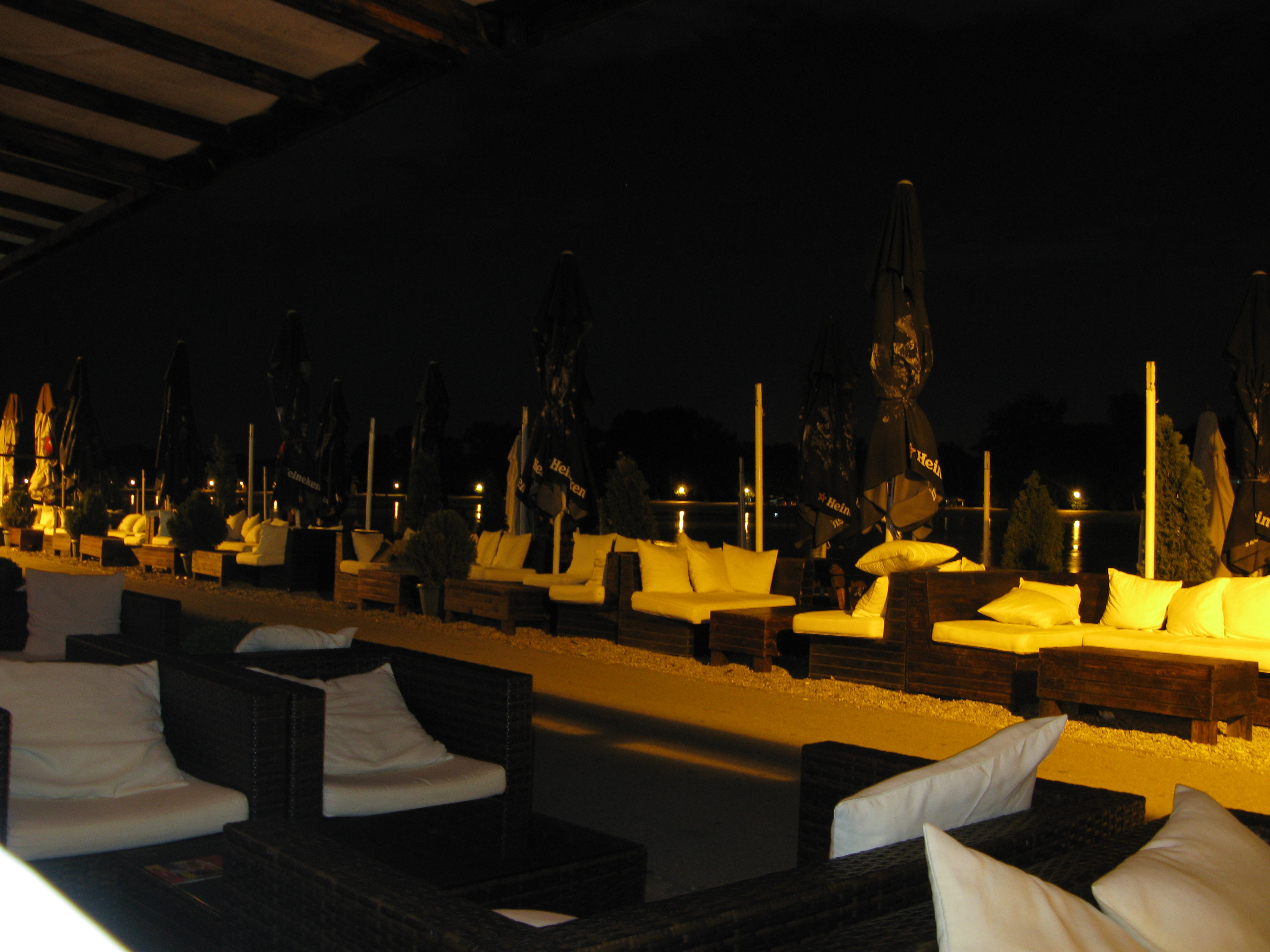
Salon bar

Belgrade a la réputation d'offrir une vie nocturne animée, avec de nombreux clubs ouverts jusqu'à l'aube, dont des barges (en serbe : сплавови et splavovi) qui s'étendent le long des rives de la Save et du Danube. Ada Ciganlija compte plus de 70 restaurants, bars et cafés, ainsi qu'un café-cinéma.

### Curiosités
Ada Ciganlija possède une fontaine qui rappelle le Jet d'eau de Genève ; celle de Belgrade, créée en 1996, s'élève comme son modèle suisse à une hauteur de 140 m. Elle fonctionne toute la journée, sauf en cas de gel ou de grand vent ; du printemps à l'automne, elle fonctionne aussi le soir et est éclairée par un jeu de lumières. Pendant l'été, un spectacle eau et lumière, avec des lasers, est organisé sur le lac de la Save pour les spectateurs encore présents sur la plage.
Ada abrite également un atelier de sculpture situé à l'est de l'île. Elle accueille aussi un théâtre pour enfants.

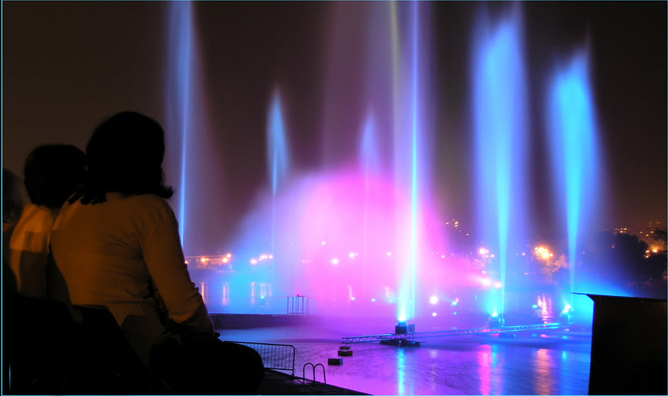
Spectacle eau et lumière sur le lac de la Save
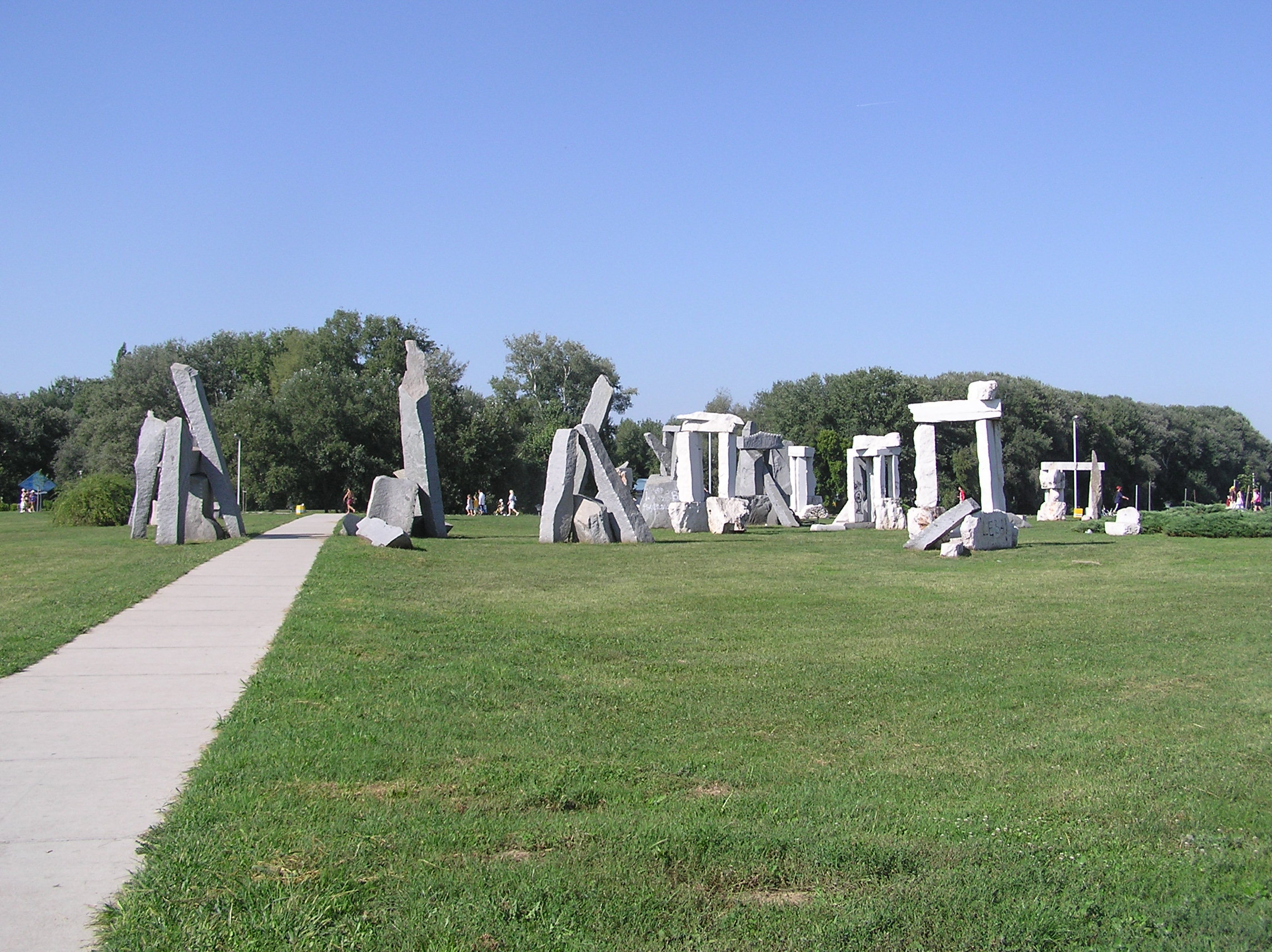
La Ville de pierre par Ratko Vulanović dans le parc de sculptures

## Transports

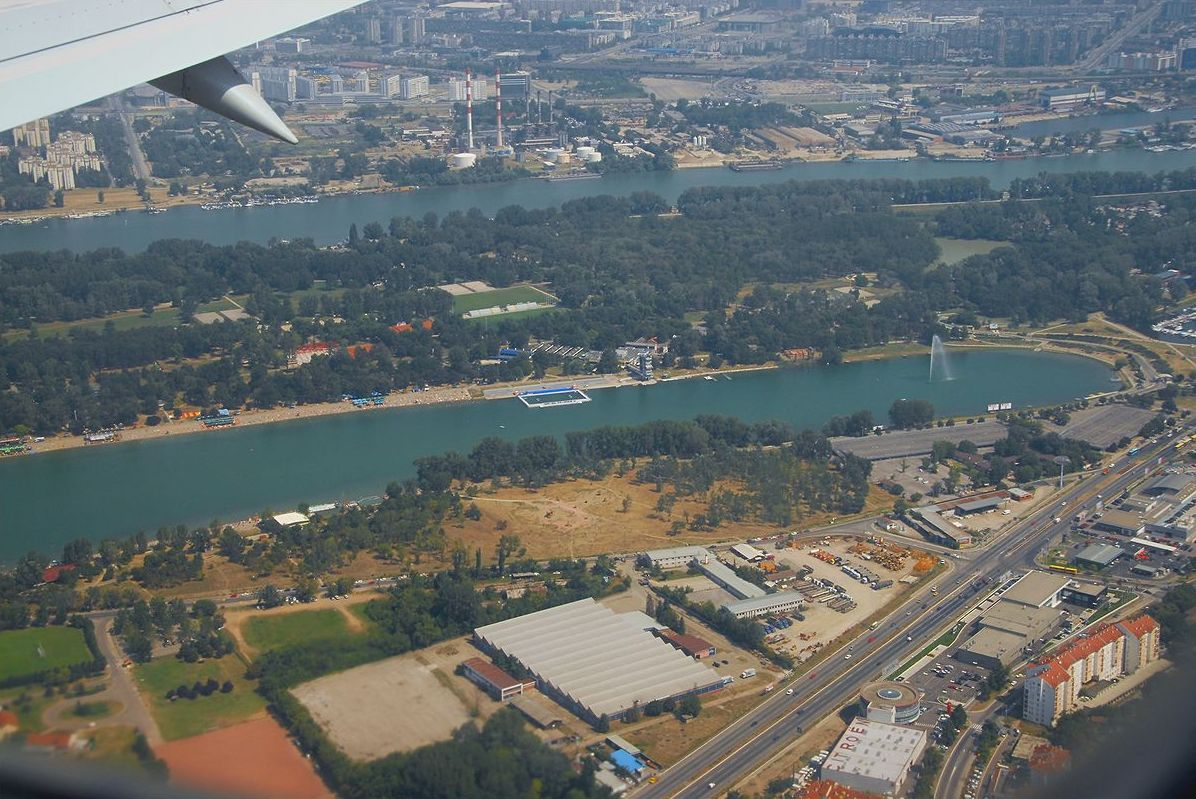
Vue aérienne

Quelques voies routières, passant par les barrages, permettent d'accéder à l'île ; en revanche, elles restent difficiles d'accès. Un grand parking a été construit à Makiš, sur la rive de la Save. De nombreuses lignes de la société de transport public GSP Beograd passent à proximité de l'accès principal d'Ada ; il s'agit des lignes de bus 23, 37, 51, 52, 53, 56, 56L, 57, 58, 88, 89, 91, 92, 511, 551 et 552, tandis que les lignes de tramway 12 et 13 disposent d'arrêts relativement proches. En raison de la fréquentation de l'île, GSP Beograd a organisé quelques lignes saisonnières, spécialement conçue pour relier Ada à des points éloignés de la capitale ; Ada1 relie le centre de Belgrade à Vidikovac, Ada2 la relie à Zemun et au quartier des Blokovi de Novi Beograd, Ada3 relie l'île à Konjarnik, Ada4 la relie à Mirijevo, Ada5 à Bežanijska kosa. Un service de ferries relie les Belgradois aux deux rives de l'île. En 2008, un service de transport expérimental par bateau a été mis en place, dont l'une des lignes part du Blok 44 à Novi Beograd.
Sur Ada elle-même, un véhicule électrique routier, souvent appelé train touristique, permet de parcourir l'île. Une marina a été improvisée en aval de la Save, qui pourrait devenir permanente[réf. nécessaire]. Les bateaux à moteur sur le lac aussi bien que la circulation automobile sur l'île sont interdits.

### Pont d'Ada Ciganlija
Un nouveau pont à haubans est actuellement en construction sur la Save. Le pylône soutenant la structure est situé sur la pointe orientale de l'île d'Ada Ciganlija, qui a été renforcée par du béton de façon à en soutenir le poids. Une fois terminé, le pont sera le plus long pont de ce genre au monde doté d'un seul pylône ; le pylône soutenant le pont, d'une hauteur de 200 m doit en faire le plus haut pont de Serbie. Le pont devrait être relié à l'île par une gare du métro léger de Belgrade qui serait située au milieu de l'ensemble. Un système d'ascenseurs permettrait aux passagers de rejoindre l'île[réf. nécessaire].

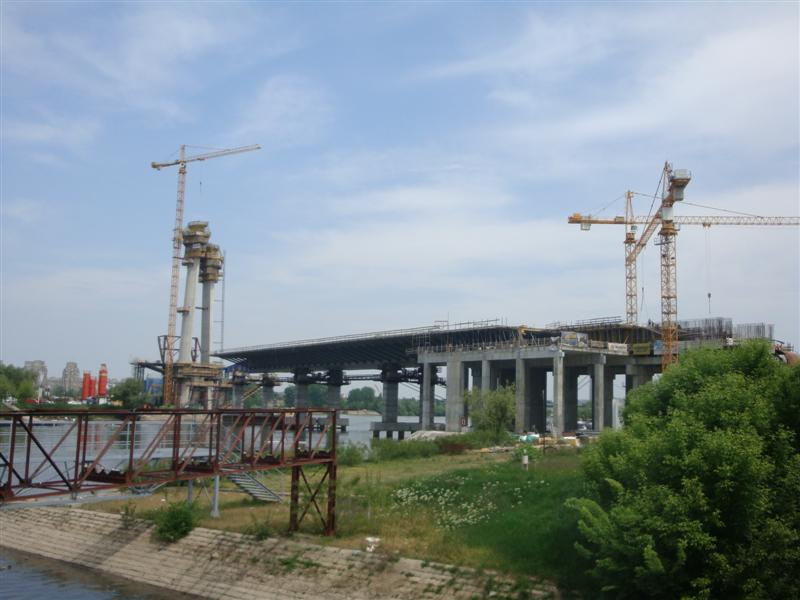
Le pont d'Ada en construction, mai 2010
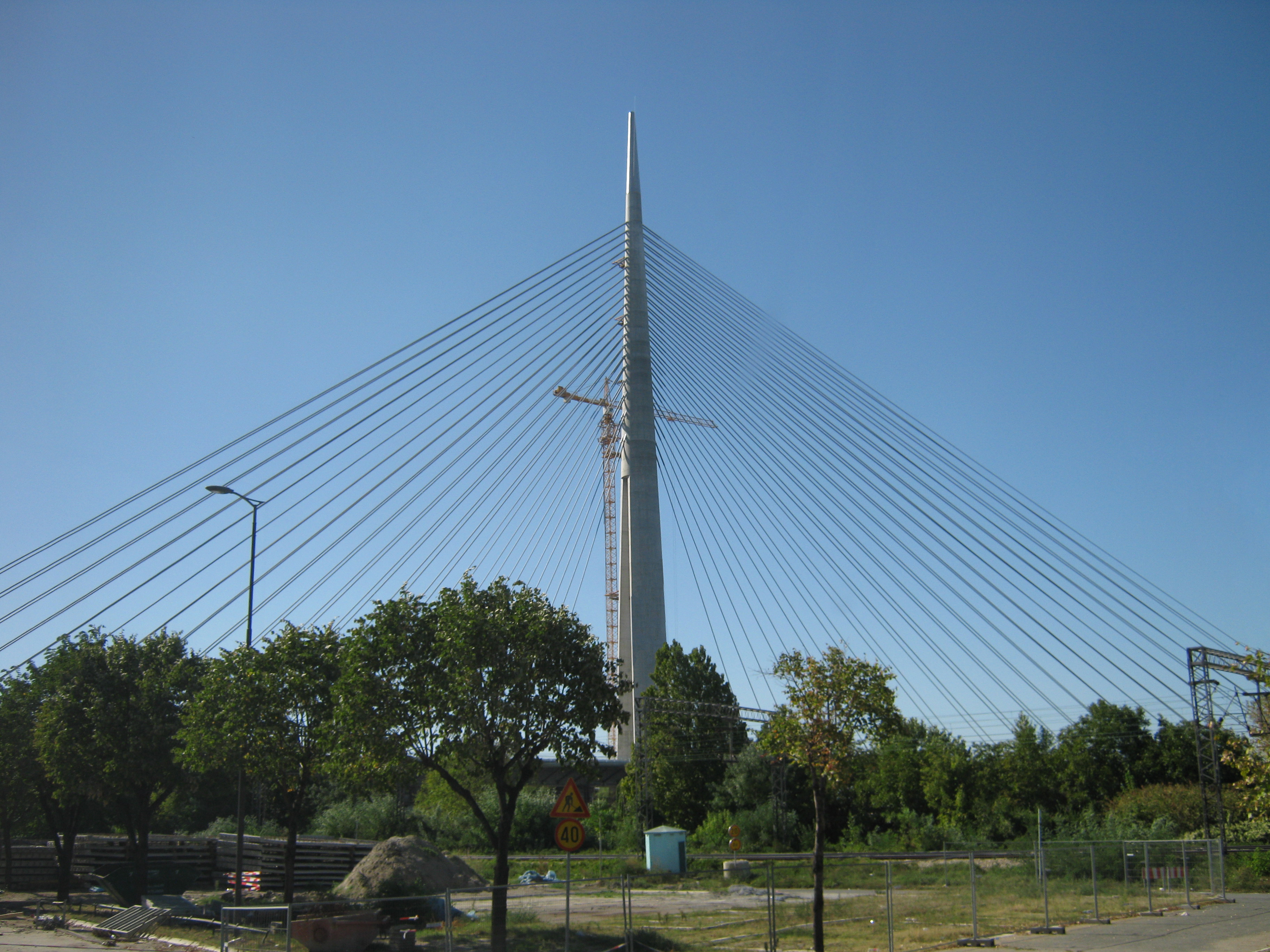
Pylône en construction vu depuis la Foire de Belgrade, 3 avril 2011